# Eyvirat
Eyvirat korábbi község Franciaországban, Dordogne megyében. Lakosainak száma 287 fő (2018. január 1.). Eyvirat Agonac és Brantôme-en-Périgord községekkel határos.
2019. január 1-jén öt másik korábbi községgel együtt Brantôme en Périgord-hoz csatolták és az új község része lett.

## Népesség
A település népességének változása:
| Lakosok száma | 265  | 234  | 239  | 252  | 267  | 271  | 281  | 298  | 289  | 287  |
|               | 1968 | 1975 | 1982 | 1999 | 2006 | 2011 | 2013 | 2016 | 2017 | 2018 |